# Championnats du monde des 24 heures
Les championnats du monde des 24 heures IAU sont des championnats annuels organisés par l'International Association of Ultrarunners (IAU) qui désignent les champions du monde individuel et par équipes hommes et femmes, sur la durée de 24 heures.

## Historique
Précédé en 2001 par les championnats du monde des 24 heures sur piste de l'IAU, cette compétition devient en 2003 le défi mondial des 24 heures de l'IAU. Les événements de courses sur route deviennent des championnats du monde après 2006. C'est l'un des quatre principaux championnats du monde de l'IAU aux côtés des championnats du monde des 50 km (en), des 100 km et de trail, et est le seul à avoir un format temporel limité, plutôt qu'un format basé sur la distance.
La compétition a souvent incorporé les championnats d'Europe 24 heures de l'IAU – un événement continental qui précède la compétition mondiale, ayant eu lieu pour la première fois en 1992. Le calendrier annuel a été annulé à deux reprises : la première fois en 2011 avec Brugg en Suisse ayant faillit comme hôte, et de nouveau en 2014, avec Pilzen en République tchèque, incapable de tenir la onzième édition de la compétition. La compétition a principalement eu lieu en Europe ; en 2006, Taipei à Taïwan est devenue la première ville asiatique à organiser le championnat du monde, et Drummondville au Québec, en 2007, pour la première fois sur le continent Nord-Américain.
Les records des championnats du monde des 24 heures sont détenus par Aleksandr Sorokin de Lituanie pour les hommes, avec 278,972 kilomètres établi en 2019, et 270,116 kilomètres pour les femmes, établi par l'Américaine Camille Herron, en 2019. Un total de 302 athlètes de 40 pays ont participé à l'édition 2015 du concours.

## Éditions
- L'édition en jaune a eu lieu au championnat du monde des 24 heures sur piste de l'IAU

| Ed. | Année     | Ville                 | Pays               | Dates           | Nb. de nations | Nb d' athlètes |
| --- | --------- | --------------------- | ------------------ | --------------- | -------------- | -------------- |
| —   | 2001      | San Giovanni Lupatoto | Italie             | 22–23 septembre |                |                |
| 1er | 2003      | Uden                  | Pays-Bas           | 11–12 octobre   |                |                |
| 2e  | 2004      | Brno                  | République tchèque | 23–24 octobre   |                |                |
| 3e  | 2005      | Wörschach             | Autriche           | 16–17 juillet   |                |                |
| 4e  | 2006      | Taipei                | Taïwan             | 25–26 février   |                |                |
| 5e  | 2007      | Drummondville, Québec | Canada             | 28–29 juillet   |                |                |
| 6e  | 2008      | Séoul                 | Corée du Sud       | 18–19 octobre   |                |                |
| 7e  | 2009      | Bergame               | Italie             | 2–3 mai         |                |                |
| 8e  | 2010      | Brive-la-Gaillarde    | France             | 13–14 mai       |                |                |
| —   | 2011      | Annulée               | Annulée            | Annulée         | Annulée        | Annulée        |
| 9e  | 2012      | Katowice              | Pologne            | 8–9 septembre,  |                |                |
| 10e | 2013      | Steenbergen           | Pays-Bas           | 11–12 mai       | 22             | 261            |
| —   | 2014      | Annulée               | Annulée            | Annulée         | Annulée        | Annulée        |
| 11e | 2015      | Turin                 | Italie             | 11–12 avril     | 40             | 302            |
| 12e | 2017 (pl) | Belfast               | Royaume-Uni        | 1–2 juillet     |                |                |
| 13e | 2019      | Albi                  | France             | 26-27 octobre   | 45             | 350            |
| 14e | 2023      | Taipei                | Taiwan             | 1-2 décembre    |                |                |

## Médaillés

### Hommes en individuel
| Année     | Or                            | Or              | Argent                       | Argent  | Bronze                  | Bronze  |
| --------- | ----------------------------- | --------------- | ---------------------------- | ------- | ----------------------- | ------- |
| 2001      | Yiánnis Koúros (GRE)          | 275,828         | Lubomír Hrmo (SVK)           | 270,337 | Alain Prual (FRA)       | 259,778 |
| 2003      | Paul Beckers (BEL)            | 270,087         | Ryoichi Sekiya (JPN)         | 267,223 | Étienne Van Acker (BEL) | 264,967 |
| 2004      | Ryoichi Sekiya (JPN)          | 269,085         | Lubomír Hrmo (SVK)           | 259,064 | Mohamed Magroun (FRA)   | 257,881 |
| 2005      | Anatoliy Kruglikov (ru) (RUS) | 268,065         | Ewald Eder (AUT)             | 263,810 | Jens Lukas (GER)        | 256,368 |
| 2006      | Ryoichi Sekiya (JPN)          | 272,936         | Mohamed Magroun (FRA)        | 248,563 | Vladimir Bychkov (RUS)  | 246,098 |
| 2007      | Ryoichi Sekiya (JPN)          | 263,562         | Mohamed Magroun (FRA)        | 257,018 | Masayuki Otaki (JPN)    | 253,814 |
| 2008      | Ryoichi Sekiya (JPN)          | 273,366         | Fabien Hoblea (FRA)          | 267,174 | Yuji Sakai (JPN)        | 264,389 |
| 2009      | Henrik Olsson (SWE)           | 257,042         | Ralf Weiss (GER)             | 244,492 | Yuji Sakai (JPN)        | 242,713 |
| 2010      | Shingo Inoue (en) (JPN)       | 273,708         | Scott Jurek (USA)            | 266,577 | Ivan Cudin (it) (ITA)   | 263,841 |
| 2012      | Michael Morton (USA)          | 277,543 CR (en) | Florian Reus (de) (GER)      | 261,718 | Ludovic Dilmi (FRA)     | 257,819 |
| 2013      | Jon Olsen (USA)               | 269,675         | John Dennis (USA)            | 262,734 | Florian Reus (de) (GER) | 259,939 |
| 2015      | Florian Reus (de) (GER)       | 263,899         | Paweł Szynal (POL)           | 261,181 | Robbie Britton (GBR)    | 261,140 |
| 2017 (pl) | Yoshihiko Ishikawa (JPN)      | 270,870         | Sebastian Białobrzeski (POL) | 267,187 | Johan Steene (en) (SWE) | 266,515 |
| 2019      | Aleksandr Sorokin (LTU)       | 278,972 CR (en) | Tamás Bódis (HUN)            | 276,222 | Olivier Leblond (USA)   | 275,485 |

### Hommes par équipes
| Année     | Or          | Or              | Argent    | Argent  | Bronze     | Bronze  |
| --------- | ----------- | --------------- | --------- | ------- | ---------- | ------- |
| 2003      | Belgique    | 791,901 CR (en) | Russie    | 739,569 | Japon      | 729,956 |
| 2004      | France      | 745,725         | Japon     | 740,396 | Russie     | 704,876 |
| 2005      | Japon       | 734,498         | Russie    | 731,299 | Italie     | 725,897 |
| 2006      | Japon       | 755,569         | France    | 724,412 | Italie     | 709,677 |
| 2007      | Japon       | 761,842         | France    | 742,206 | Allemagne  | 673,092 |
| 2008      | Japon       | 785,432         | France    | 773,635 | Russie     | 723,287 |
| 2009      | Japon       | 706,984         | Russie    | 693,445 | Allemagne  | 689,111 |
| 2010      | Japon       | 778,678         | Italie    | 758,932 | États-Unis | 757,468 |
| 2012      | Allemagne   | 759,457         | France    | 756,710 | États-Unis | 754,786 |
| 2013      | États-Unis  | 780,552         | Japon     | 752,567 | Allemagne  | 752,007 |
| 2015      | Royaume-Uni | 770,777         | Australie | 752,665 | Allemagne  | 745,075 |
| 2017 (pl) | Japon       | 783,159         | Pologne   | 763,630 | États-Unis | 755,458 |
| 2019      | États-Unis  | 797,994 CR (en) | Hongrie   | 780,102 | France     | 777,120 |

### Femmes en individuel
| Année     | Or                           | Or                    | Argent                         | Argent          | Bronze                     | Bronze  |
| --------- | ---------------------------- | --------------------- | ------------------------------ | --------------- | -------------------------- | ------- |
| 2001      | Edit Bérces (en) (HUN)       | 235,029               | Irina Reutovich (ru) (RUS)     | 226,781         | Irina Koval (RUS)          | 222,445 |
| 2003      | Irina Reutovich (ru) (RUS)   | 237,052               | Galina Yeremina (RUS)          | 232,050         | Joëlle Semur (FRA)         | 227,279 |
| 2004      | Sumie Inagaki (JPN)          | 237,154               | Galina Yeremina (RUS)          | 235,012         | Stephanie Ehret (USA)      | 225,573 |
| 2005      | Lyudmila Kalinina (ru) (RUS) | 242,228               | Galina Yeremina (RUS)          | 239,874         | Sumie Inagaki (JPN)        | 234,803 |
| 2006      | Sumie Inagaki (JPN)          | 237,144               | Lyudmila Kalinina (ru) (RUS)   | 231,356         | Kimie Noto (en) (JPN)      | 229,146 |
| 2007      | Lyudmila Kalinina (ru) (RUS) | 236,848               | Brigitte Bec (FRA)             | 233,137         | Galina Yeremina (RUS)      | 230,288 |
| 2008      | Anne-Marie Vernet (FRA)      | 239,685               | Anne-Cécile Fontaine (FRA)     | 239,252         | Brigitte Bec (FRA)         | 229,818 |
| 2009      | Anne-Cécile Fontaine (FRA)   | 243,644               | Brigitte Bec (FRA)             | 234,977         | Monica Casiraghi (ITA)     | 223,848 |
| 2010      | Anne-Cécile Fontaine (FRA)   | 239,797               | Monica Casiraghi (ITA)         | 231,390         | Julia Alter (GER)          | 230,258 |
| 2012      | Michaela Dimitriadu (CZE)    | 244,232               | Connie Gardner (en) (USA)      | 240,385         | Emily Gelder (GBR)         | 238,875 |
| 2013      | Mami Kudo (JPN)              | 252,205               | Sabrina Little (USA)           | 244,669         | Suzanna Bon (USA)          | 236,228 |
| 2015      | Katalin Nagy (en) (USA)      | 244,495               | Traci Falbo (en) (USA)         | 239,740         | Maria Jansson (SWE)        | 238,964 |
| 2017 (pl) | Patrycja Bereznowska (POL)   | 259,991 CR et WR (en) | Aleksandra Niwińska (pl) (POL) | 251,078         | Katalin Nagy (en) (USA)    | 248,970 |
| 2019      | Camille Herron (USA)         | 270,116 CR et WR (en) | Nele Alder-Baerens (GER)       | 254,288 NR (en) | Patrycja Bereznowska (POL) | 247,723 |

### Femmes par équipes
| Année     | Or         | Or              | Argent     | Argent  | Bronze          | Bronze  |
| --------- | ---------- | --------------- | ---------- | ------- | --------------- | ------- |
| 2003      | Russie     | 684,858         | France     | 649,303 | Japon           | 628,440 |
| 2004      | Russie     | 661,558         | Japon      | 657,610 | États-Unis      | 635,932 |
| 2005      | Russie     | 709,573         | Japon      | 654,385 | États-Unis      | 604,514 |
| 2006      | Russie     | 671,477         | Japon      | 654,555 | France          | 596,172 |
| 2007      | Russie     | 671,329         | Japon      | 641,207 | France          | 614,488 |
| 2008      | France     | 708,755         | Japon      | 650,257 | Allemagne       | 629,868 |
| 2009      | France     | 684,078         | États-Unis | 636,159 | Italie          | 626,386 |
| 2010      | France     | 685,800         | Italie     | 658,112 | Australie       | 654,863 |
| 2012      | États-Unis | 694,620         | France     | 666,503 | Grande-Bretagne | 666,461 |
| 2013      | États-Unis | 710,599         | Japon      | 705,582 | France          | 670,698 |
| 2015      | États-Unis | 720,046         | Suède      | 684,981 | Pologne         | 678,468 |
| 2017 (pl) | États-Unis | 740,856 CR (en) | Pologne    | 740,234 | Allemagne       | 689,622 |
| 2019      | États-Unis | 746,132 CR (en) | Pologne    | 721,124 | Allemagne       | 696,846 |